# Storängens industriområde

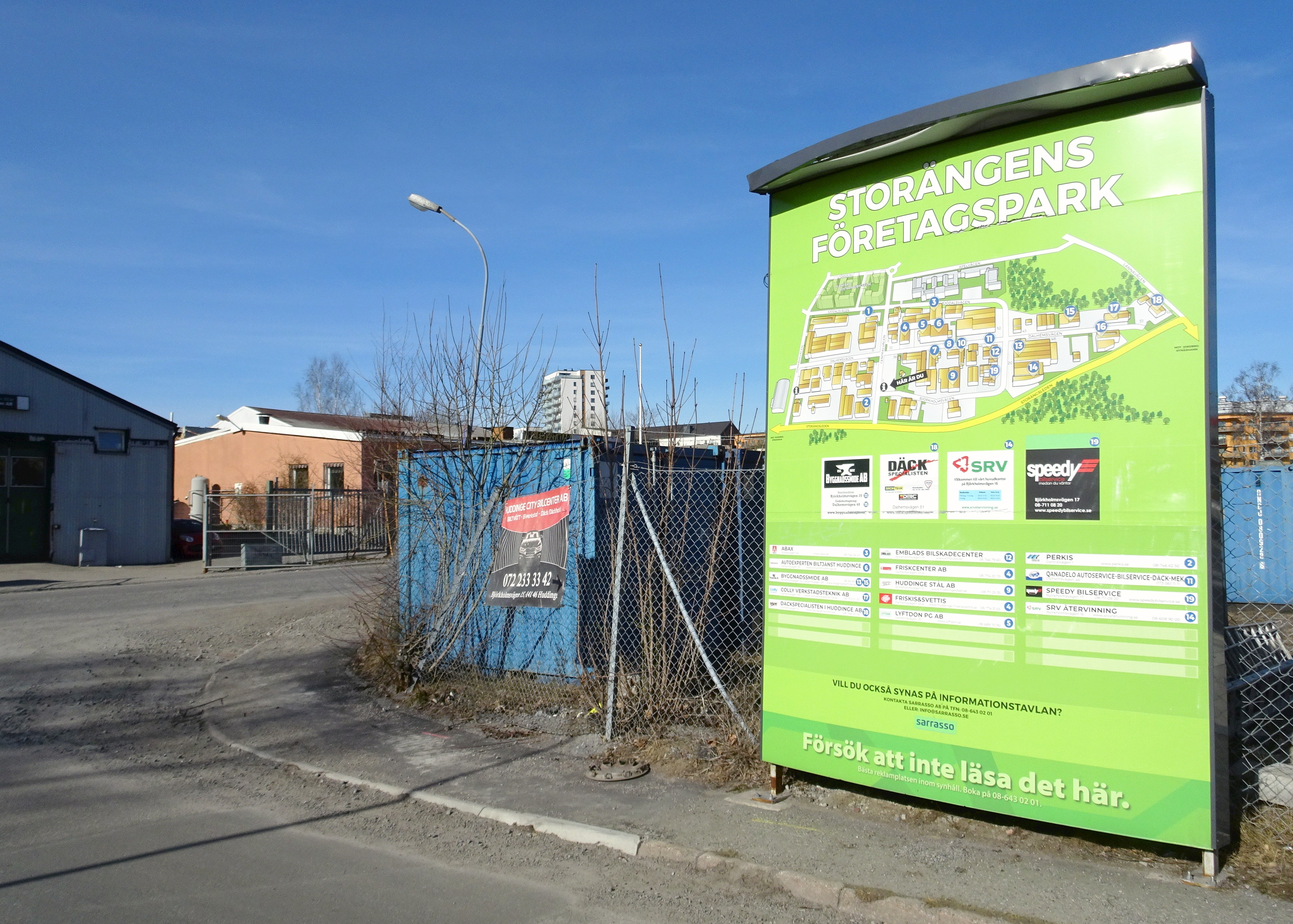
Storängens företagspark, informationstavla.

Storängens industriområde (även kallat Storängens företagspark) ligger i kommundelen Sjödalen-Fullersta i centrala Huddinge kommun omkring 700 meter sydost om Huddinge centrum. Industriområdet började anläggas i början av 1950-talet. År 2009 antogs en fördjupad översiktsplan för Storängen som innebär att omvandla området på sikt till en så kallad blandstad med huvudsakligen bostäder och verksamheter som är förenliga med bostäder.

## Historik
Storängen var innan stadsplaneringen ett större flakt fält för jordbruk tillhörigt huvudsakligen Fullersta gård. Ett stort anlagt dike fullföljde där Fullerstaåns sträckning från Kyrksjön norr om Huddinge kyrka till Trehörningen. Storängen bildades genom att man år 1848 lät sänka sjön Trehörningen för att frilägga ordlingsmark.

### Stadsplanen

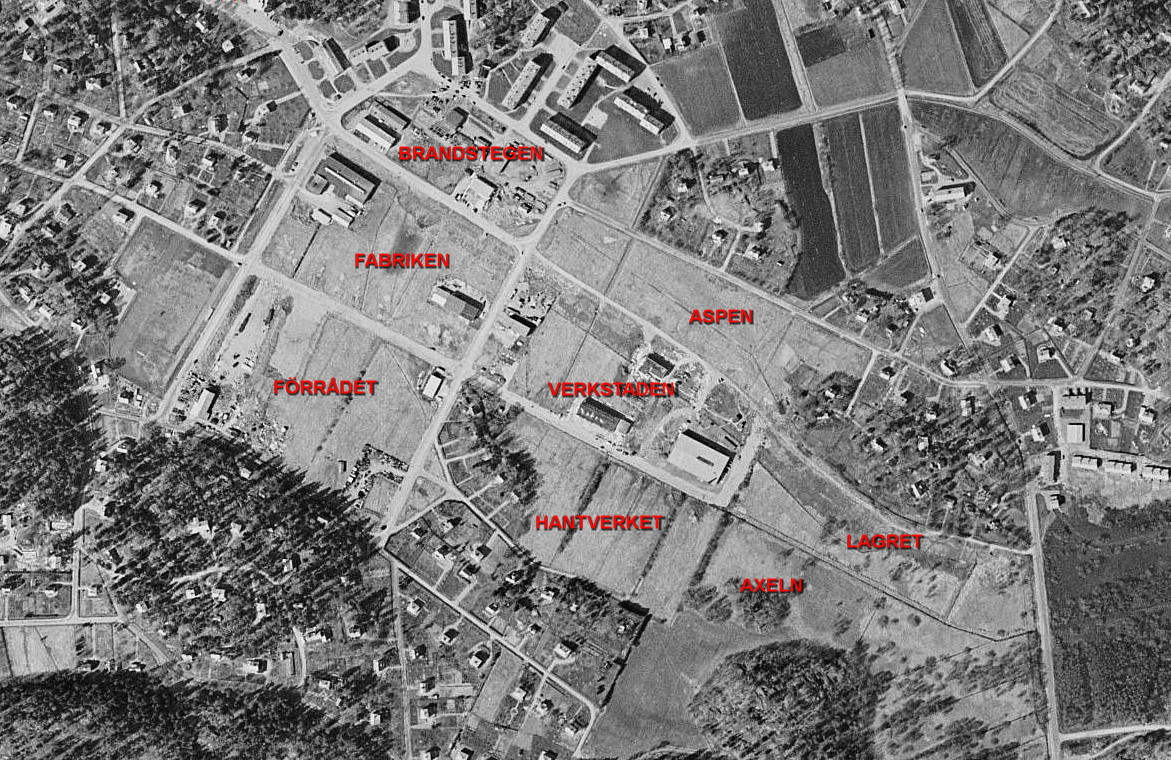
Flygfoto över området, omkring 1960.

Den första stadsplanen över Storängens industriområde fastställdes 1951 för ett område med sankmark som en gång i tiden var en nordvästra vik av sjön Trehörningen. Här fanns tidigare jordbruksmark som hörde till Fullersta gård. Tanken med ett område för lätt industri och kontor var att ge Huddingeborna fler arbetstillfällen.
Marken delades till en början i fyra stora industrikvarter: Fabriken, Förrådet, Verkstaden och Hantverket. På Hantverket stod några villor som revs. Genom området anlades lokalgatorna Dalhemsvägen som längsgående huvudstråk och Förrådsvägen, Centralvägen och Björkholmsvägen som tvärgator. Området begränsades av Sjödalsvägen i norr och av Storängsleden i söder. 1953 tillkom kvarteret Brandstegen längst i norr och 1963 samt 1970 bildades i sydost kvarteren Lagret respektive Axeln. På 1970-talet utökades området även med Aspen norr om Sjödalsvägen och Tonfisken intill Storängsvägen tillkom 1980. Tonfisken var bebyggd med ett tiotal villor som revs.
Tomten för Storängshallen (fastighet Stenbiten 17) längst i väster var på 1960-talet en gräsplan som blev på 1970-talet till Storängens idrottsplats. Nuvarande Storängshallen uppfördes här 2007.

## Verksamhet

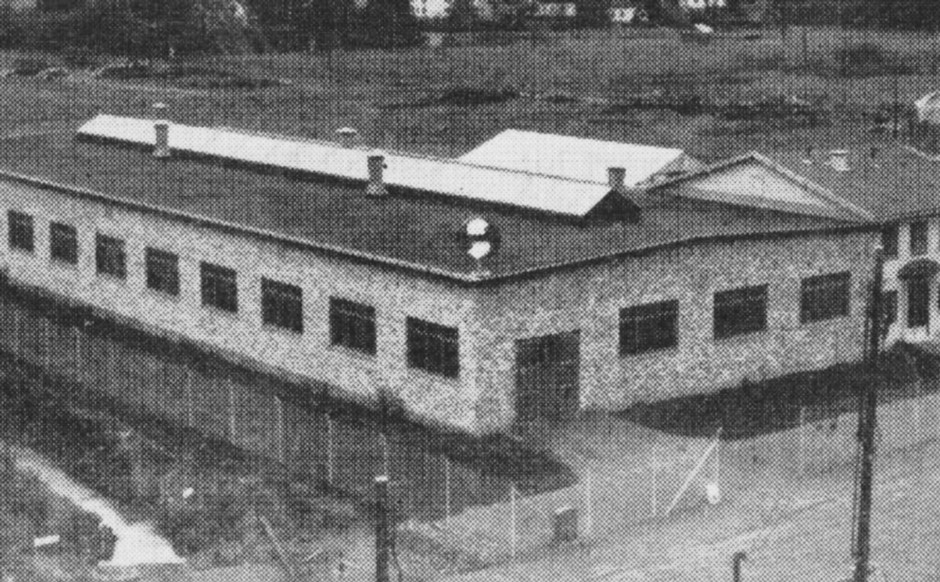
F.d. Sundstrand Hydraulic 1954.

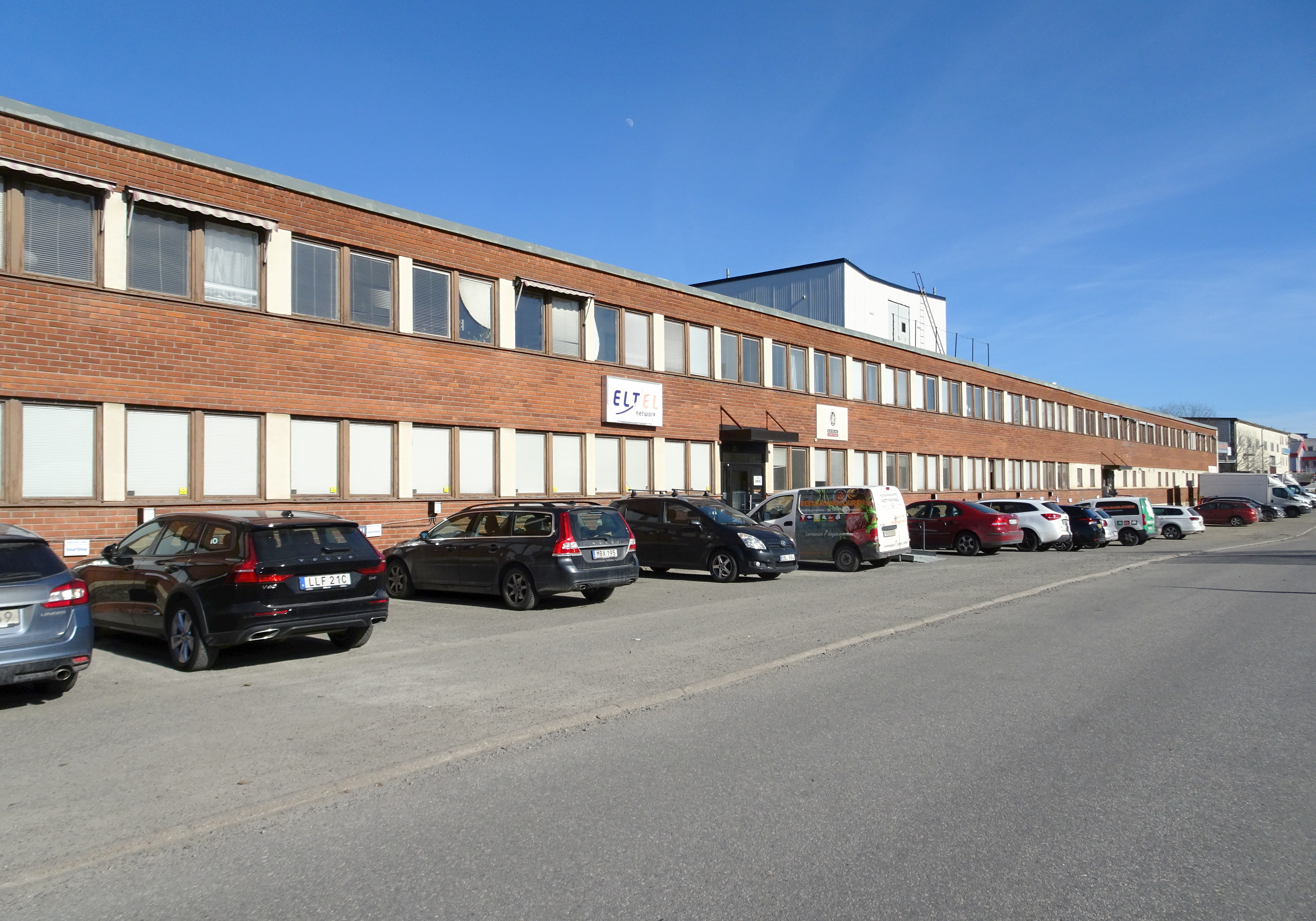
Fabriken 15 (f.d. Sundstrand Hydraulic).

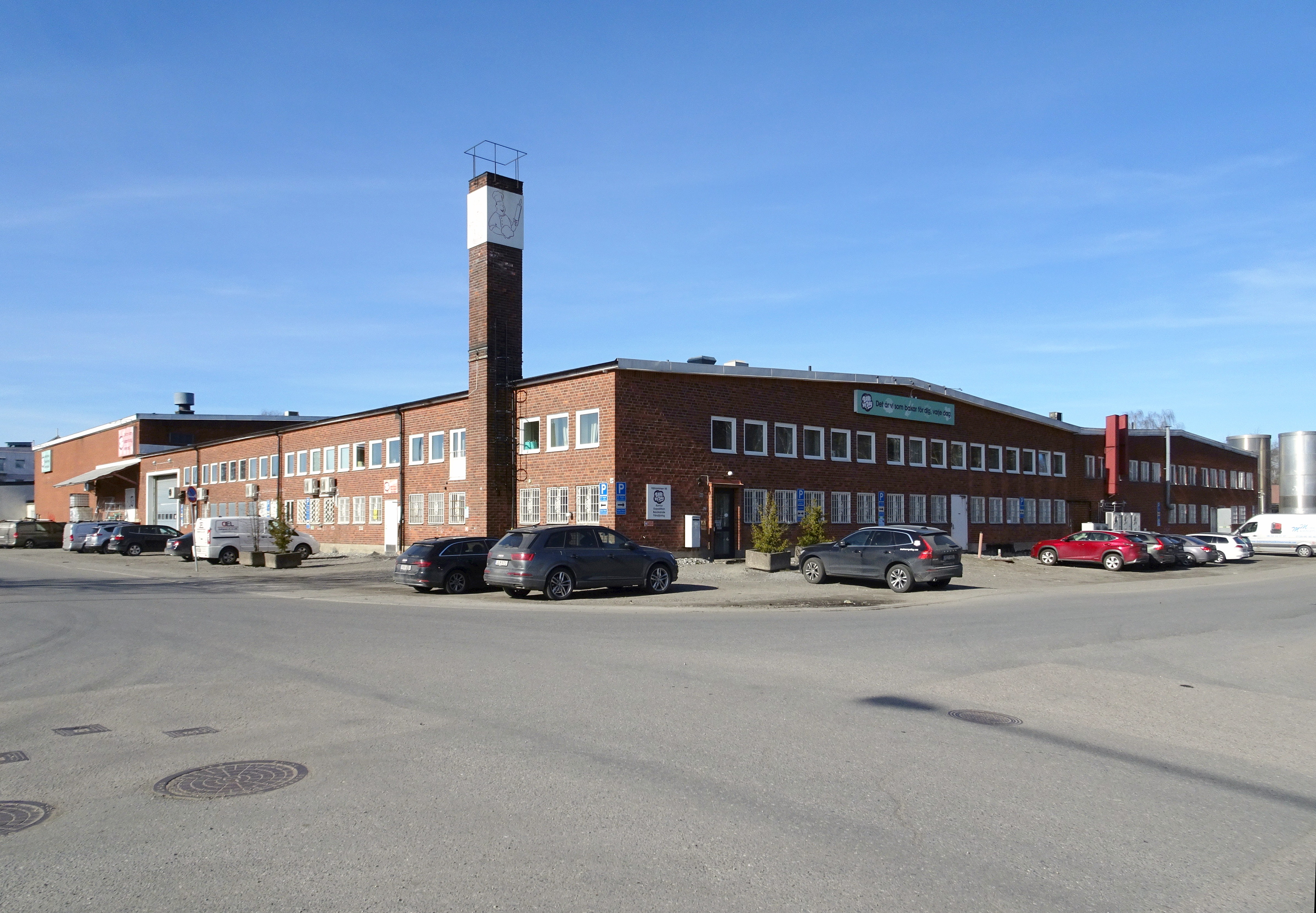
Verkstaden 25 (f.d. Alimenta).

Idag finns en rad verksamheter av olika	storlek och omfattning inom området, varav merparten utgörs av mindre industrier bland annat bilservice, tillverkningsindustri, plåt- och lackeringsfirmor. Bland större företag märks storbageriet Bake My Day (f.d. Alimenta), Dahl (VVS-grossist), Scandinavian Corrosion Company (SCC), Huddinge Stål och Berendsen (arbetskläder). 
Inom området finns även kontor (störst är Huddinge kommuns tekniska kontor) och andra icke industriella verksamheter, bland annat Huddinge Samhällsfastigheter, Friskis & Svettis och Storängshallen. Industribebyggelsen på fastigheten Brandstegen är numera riven och bostäder uppförs för närvarande (2021) på området. Aktörerna är Ikano, HSB och Veidekke.

### Fabriken 15
Bland de första företag som flyttade hit var amerikanska Sundstrand Hydraulic som 1954 etablerade delar av sin verksamhet (tillverkning av bland annat oljebrännare och varmvattenpumpar) vid Förrådsvägen 10 på fastigheten Fabriken 15. Till en början användes verkstadslokaler som 1953 uppförts för Anglo-Nordic Traktor där Carl Johan Bernadotte var vice verkställande direktör. Det var även han som bidrog till att en del av Sundstrands produktion förlades till Sverige. Efter 1969 var han bland annat europachef vid Sundstrand International med dotterbolag. För den svenska avdelningen var han styrelseordförande.
Företaget växte snabbt och i början av 1970-talet invigdes en ny kontor- och fabriksbyggnad i samma kvarter, ritad av arkitektkontoret Wehlin & Carlsson. Som mest hade man omkring 500 anställda i sin fabrik på Storängen och var Huddinges största arbetsgivare. Verksamheten på Storängen lades ner 1974. Därefter nyttjades lokalerna av ett flertal mindre företag. År 2013 såldes fastigheten Fabriken 15 till JM som har för avsikt att här bygga bostäder.

### Verkstaden 25
Industribyggnaden på fastigheten Verkstaden 25 vid Sjödalsvägen 52 uppfördes som lager 1956. Anläggningen byggdes 1982 om och till för Svenska Peugeot efter ritningar av HJS Arkitektkontor. År 2001 flyttade storbageriet Alimenta in efter att lokalerna ombyggts efter FJ-Konsults ritningar. 2017 köptes företaget och fyra andra bagerier av ett investmentbolag samtidigt ändrades namnet till Bake My Day. Företaget har 80 medarbetare.

### Aspen 3
Fastigheten Aspen 3 vid Sjödalsvägen bebyggdes 1972 med provisoriska kontorslokaler för Huddinge kommuns Tekniska Kontoret, tillbyggda 1979. År 1980 utökades anläggningen med en postterminal. 1990 utfördes permanenta kontorslokaler för Huddinge kommuns Tekniska Kontoret. Idag (2021) finns här bland annat kommunens avdelningar för bygglov, lantmäteri, natur- och klimat samt miljötillsyn.

## Framtidsplaner
Enligt den fördjupad översiktsplan som utarbetades av Huddinge kommun år 2009 skall Storängens industriområde omvandlas till en så kallad blandstad. Det innebär att delar av området bebyggs med bostäder medan andra delar i princip förblir opåverkade. Bostäder kommer dock att utgöra huvuddelen. Verksamheter som är förenliga med bostäder kan finnas i området. Huddinge Centrum och Storängen kommer att knutas ihop med Sjödalsvägen som sammanlänkande stråk. Dessutom utvecklas vissa gator till gröna promenadstråk som fungerar som länkar mellan parker och grönområden. Omvandlingen kommer att ske successivt inom en tidsram av cirka 20 år. En del av industriverksamheten kommer att överflyttas till Länna industriområde.

### Byggnader och företag i urval

Industrier och service
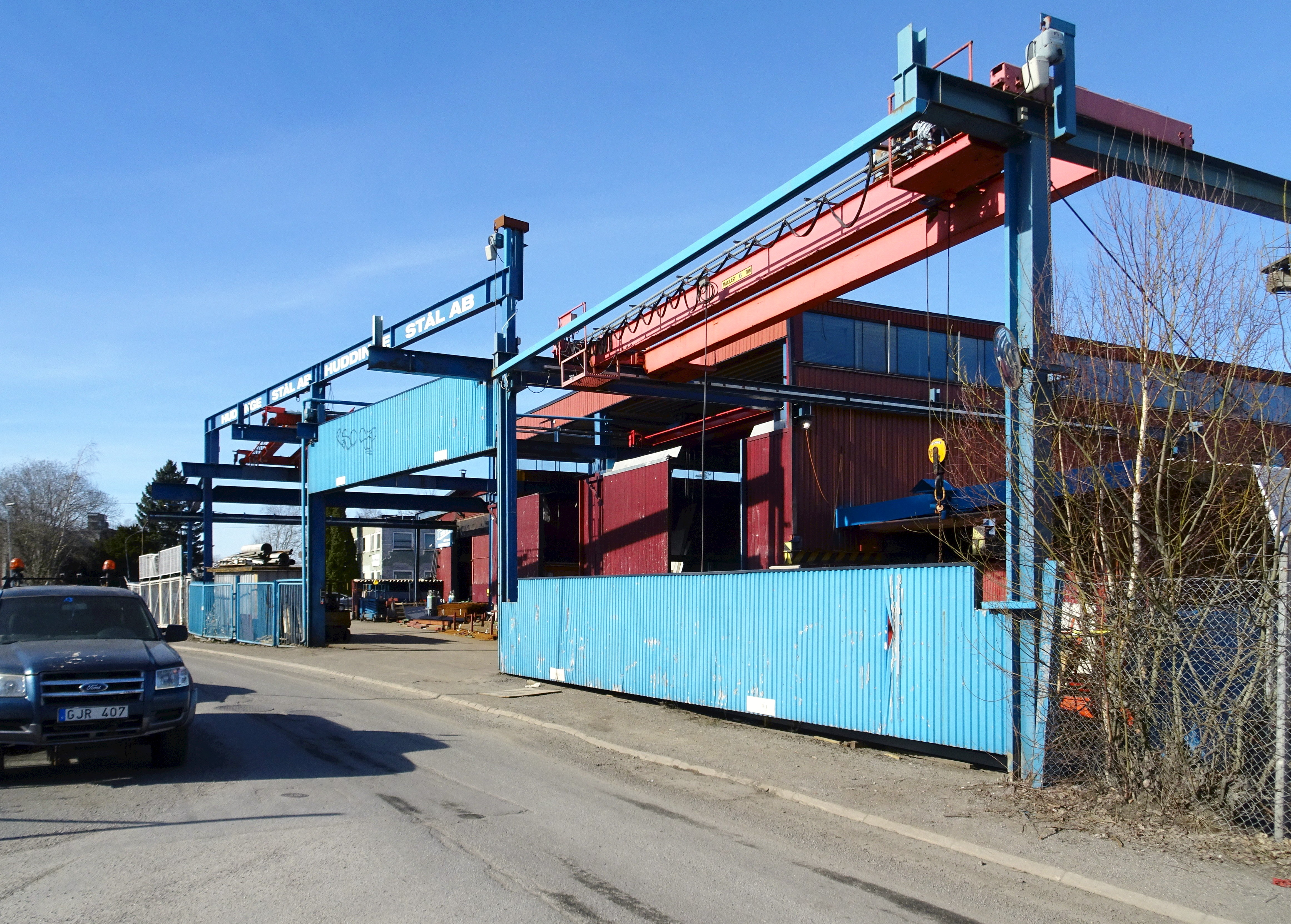
Huddinge stål.
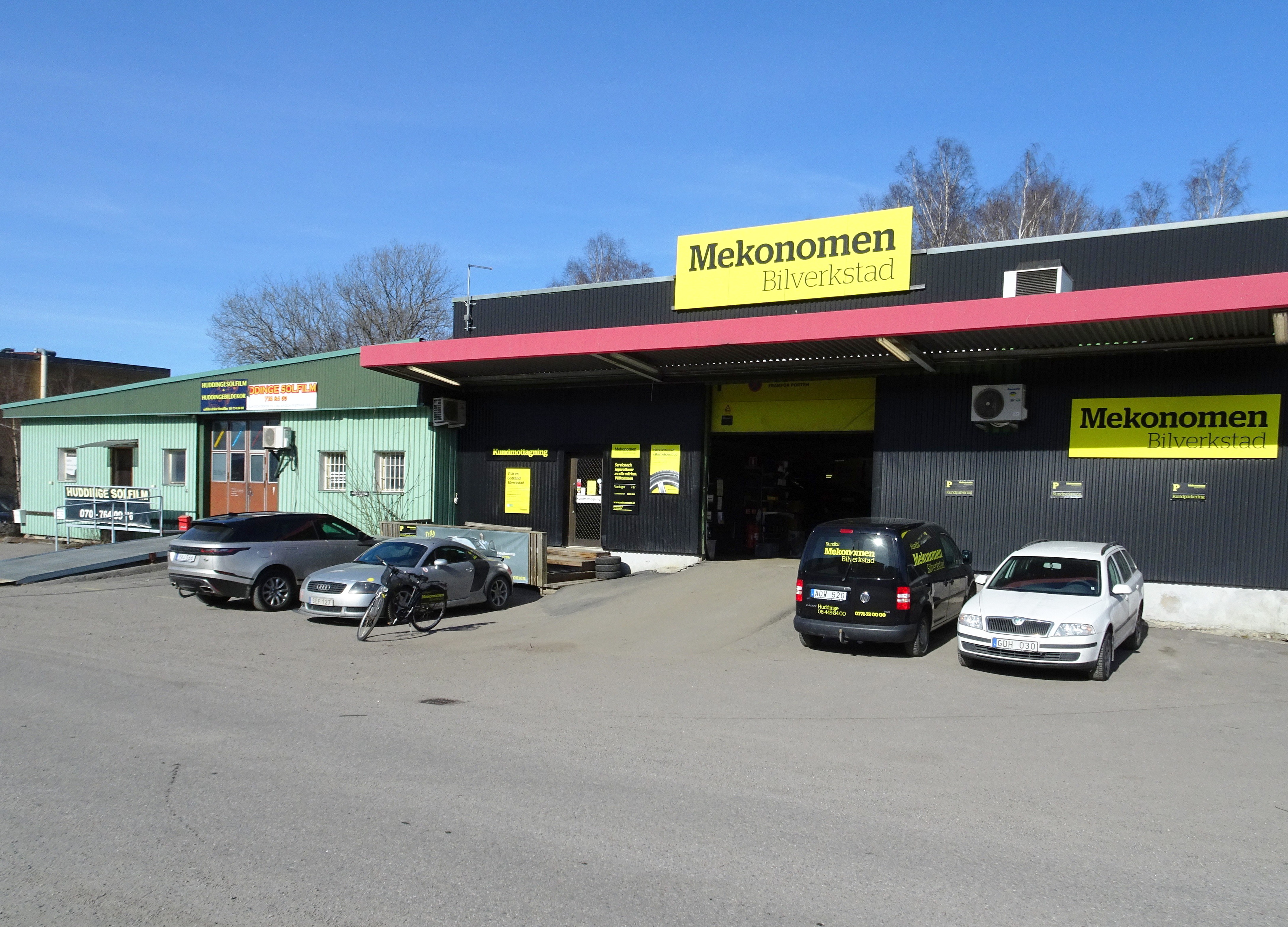
Mekonomen.
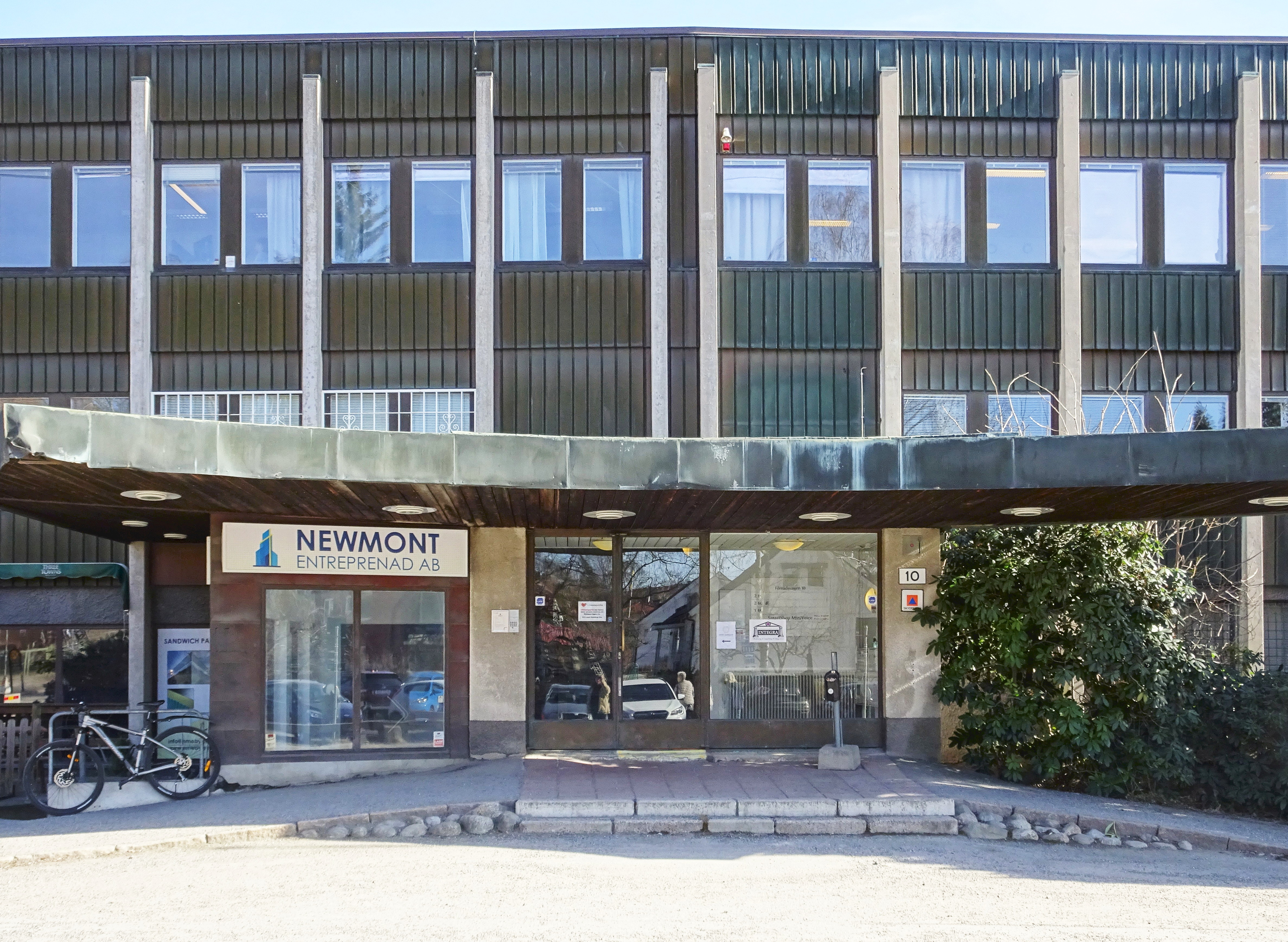
F.d. Sundstrand Hydraulic, kontorsentré.
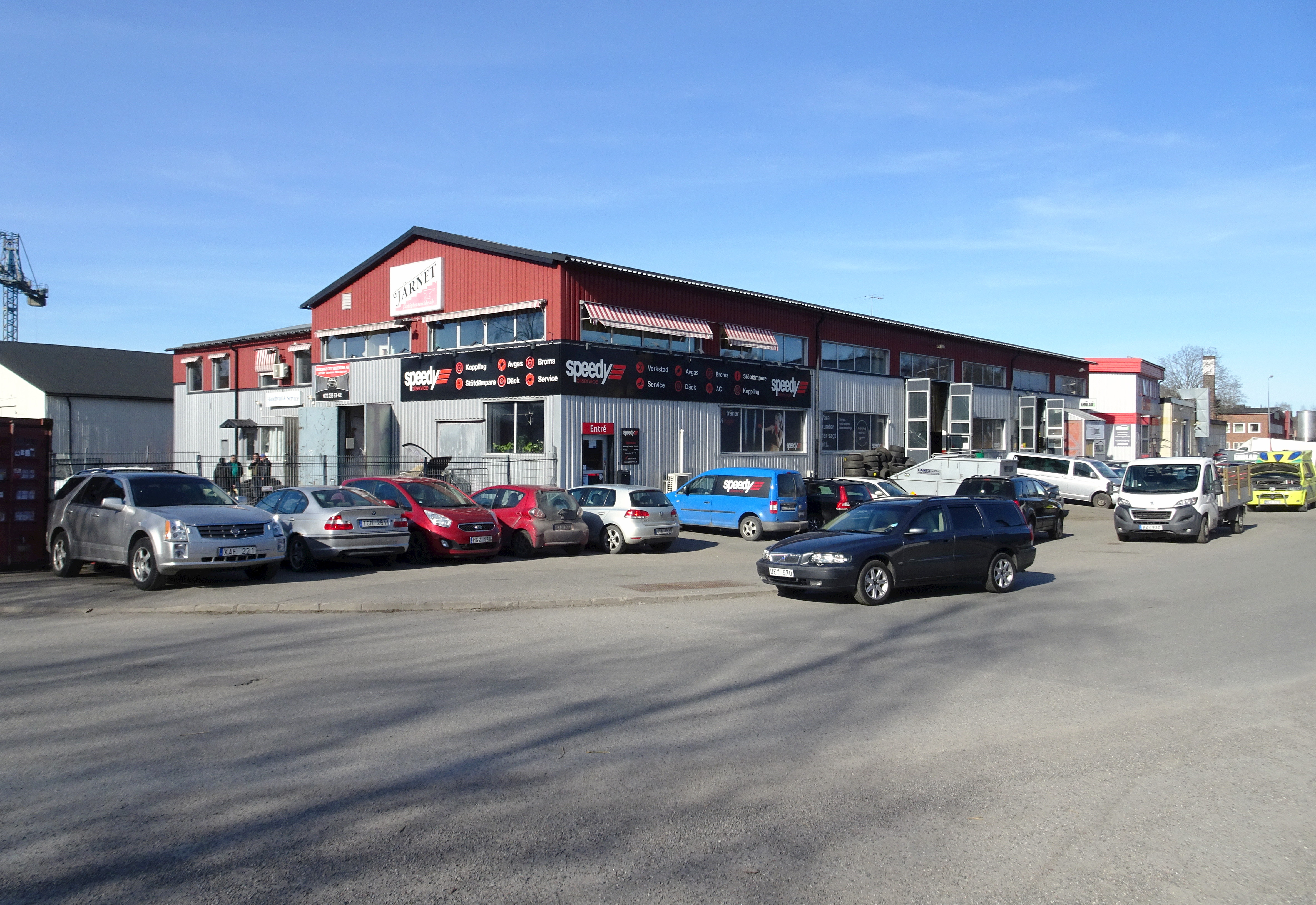
Speedy.
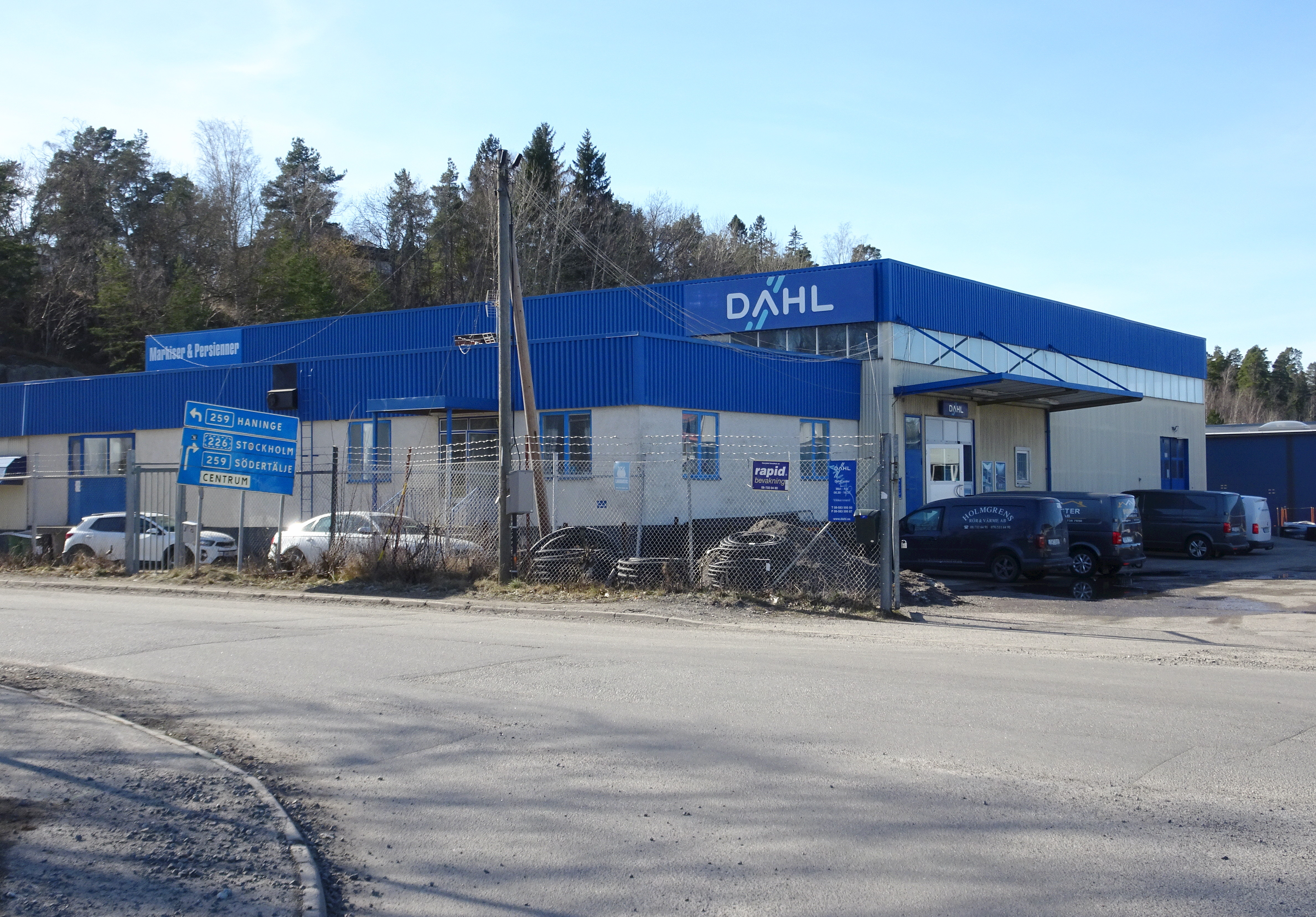
Dahl.

Kontor och frisksport
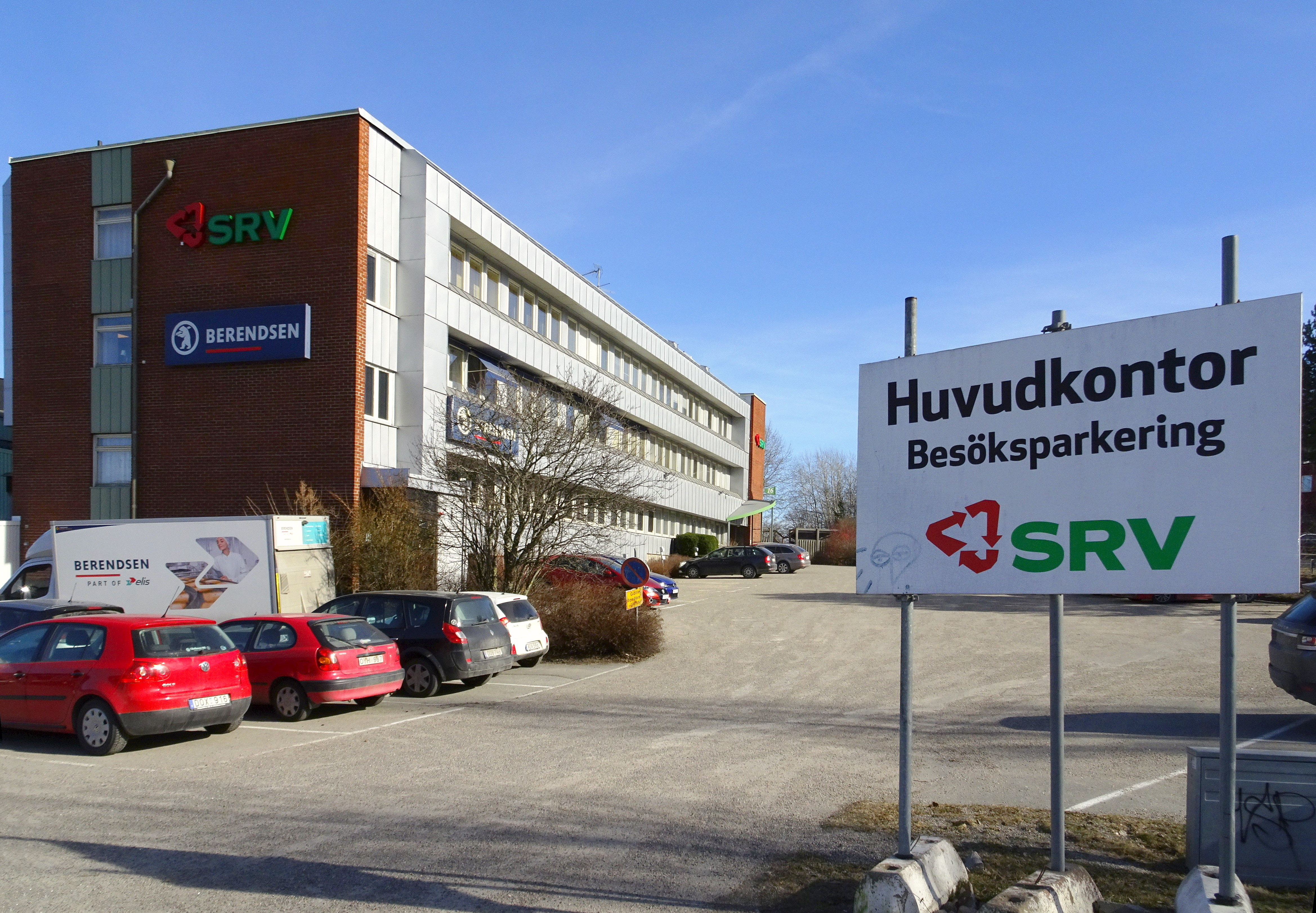
Brendsen och SRV återvinning.
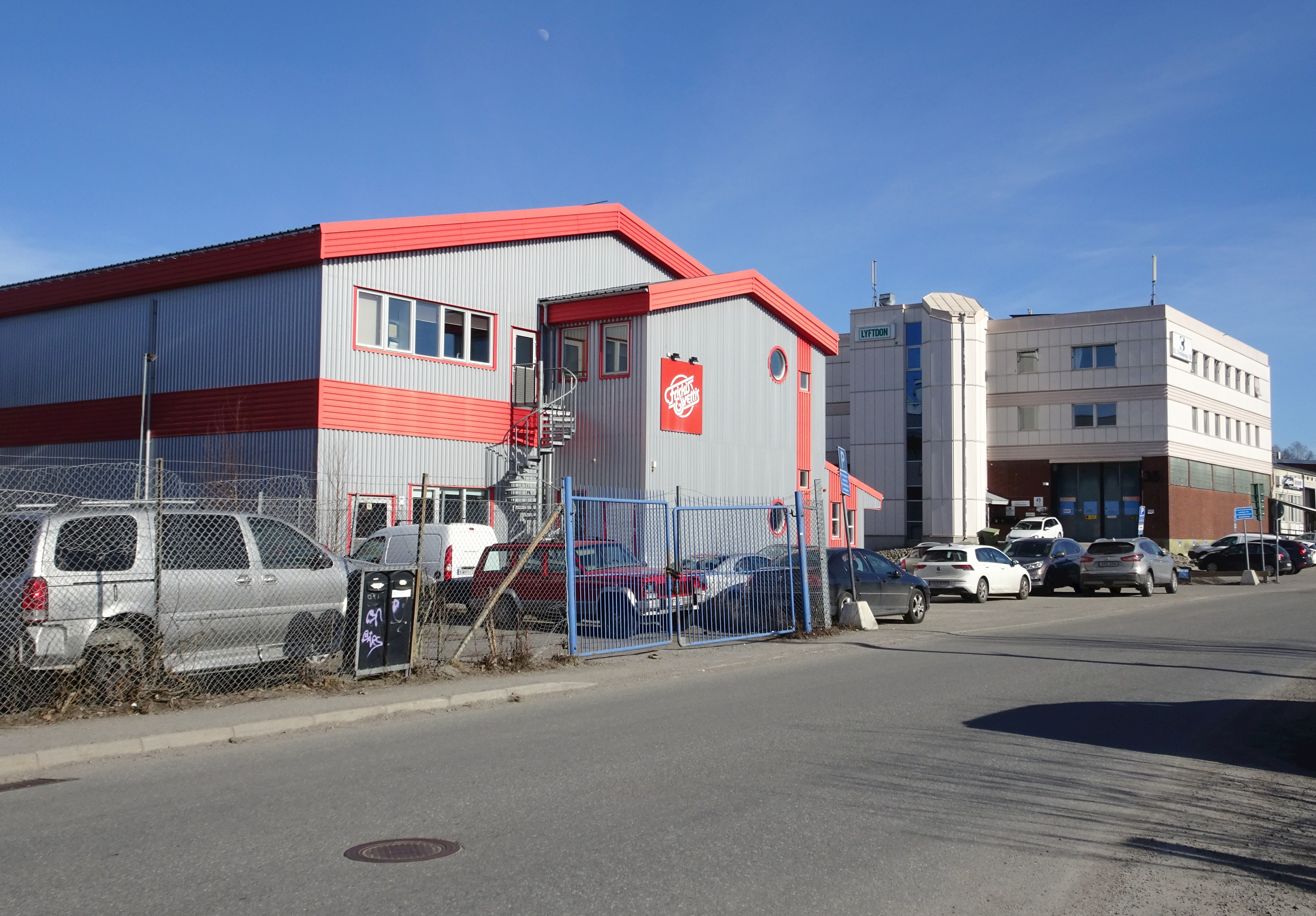
Friskis & Svettis.
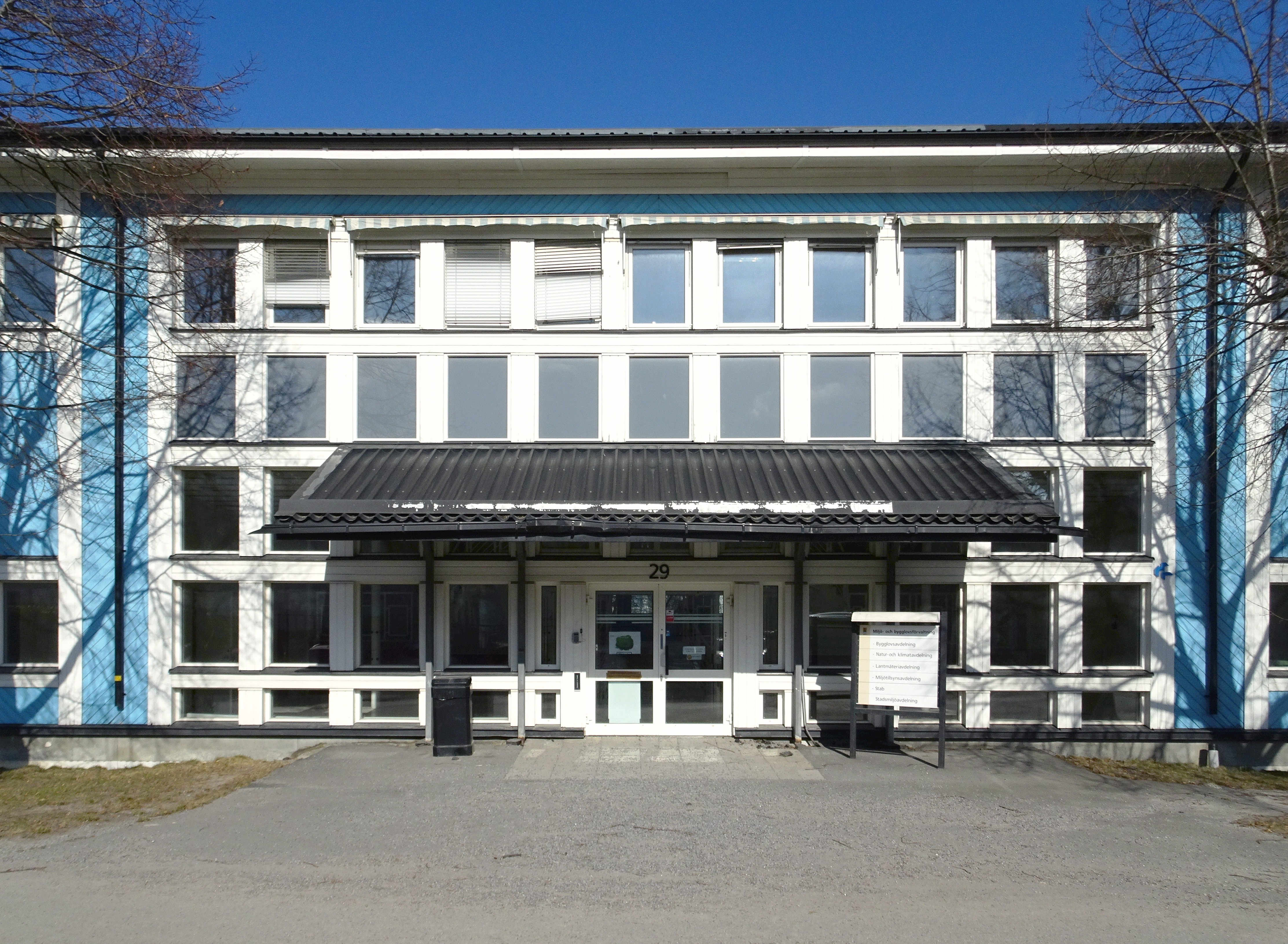
Huddinge kommuns Tekniska kontor, entré.
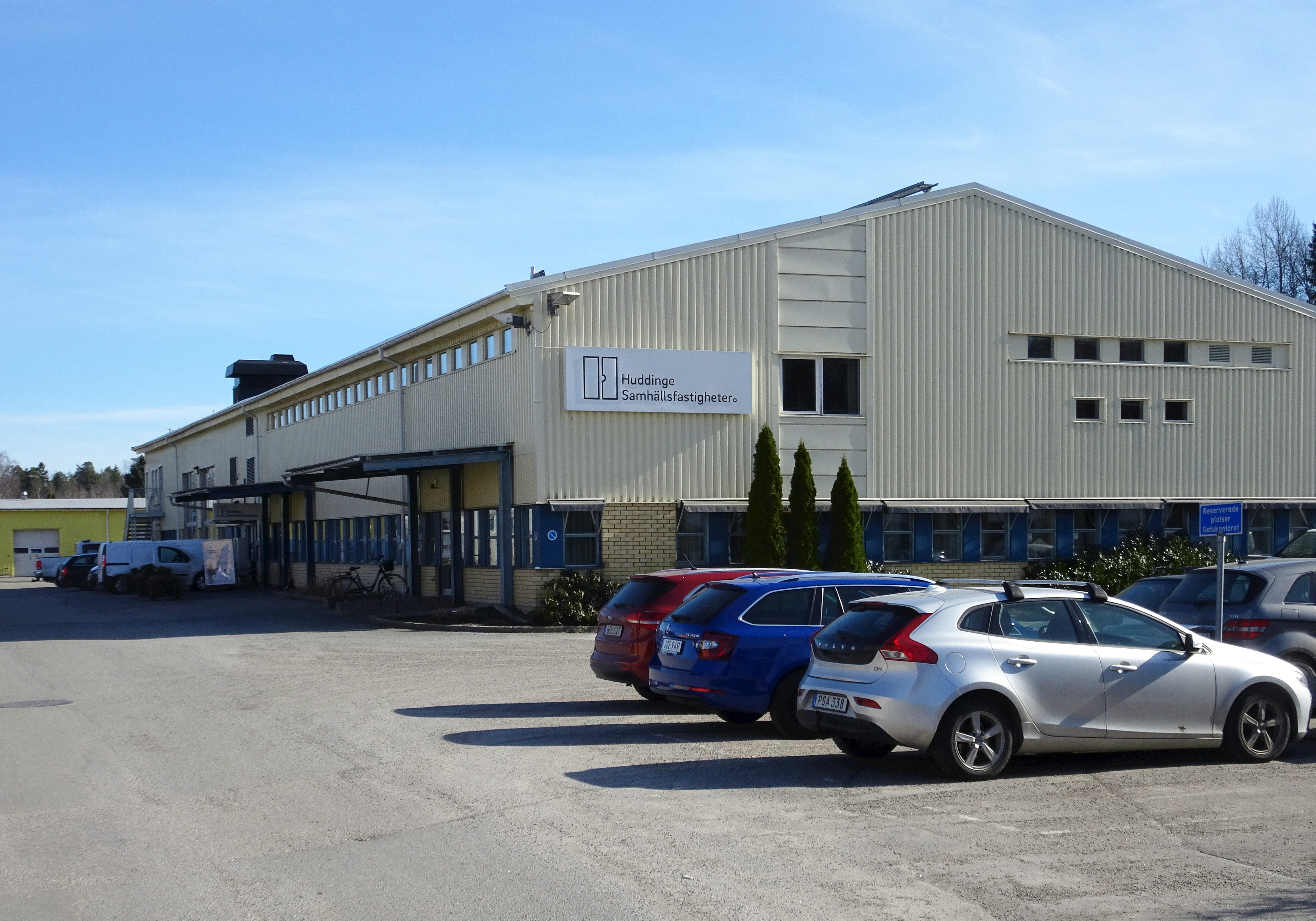
Huddinge Samhällsfastigheter.
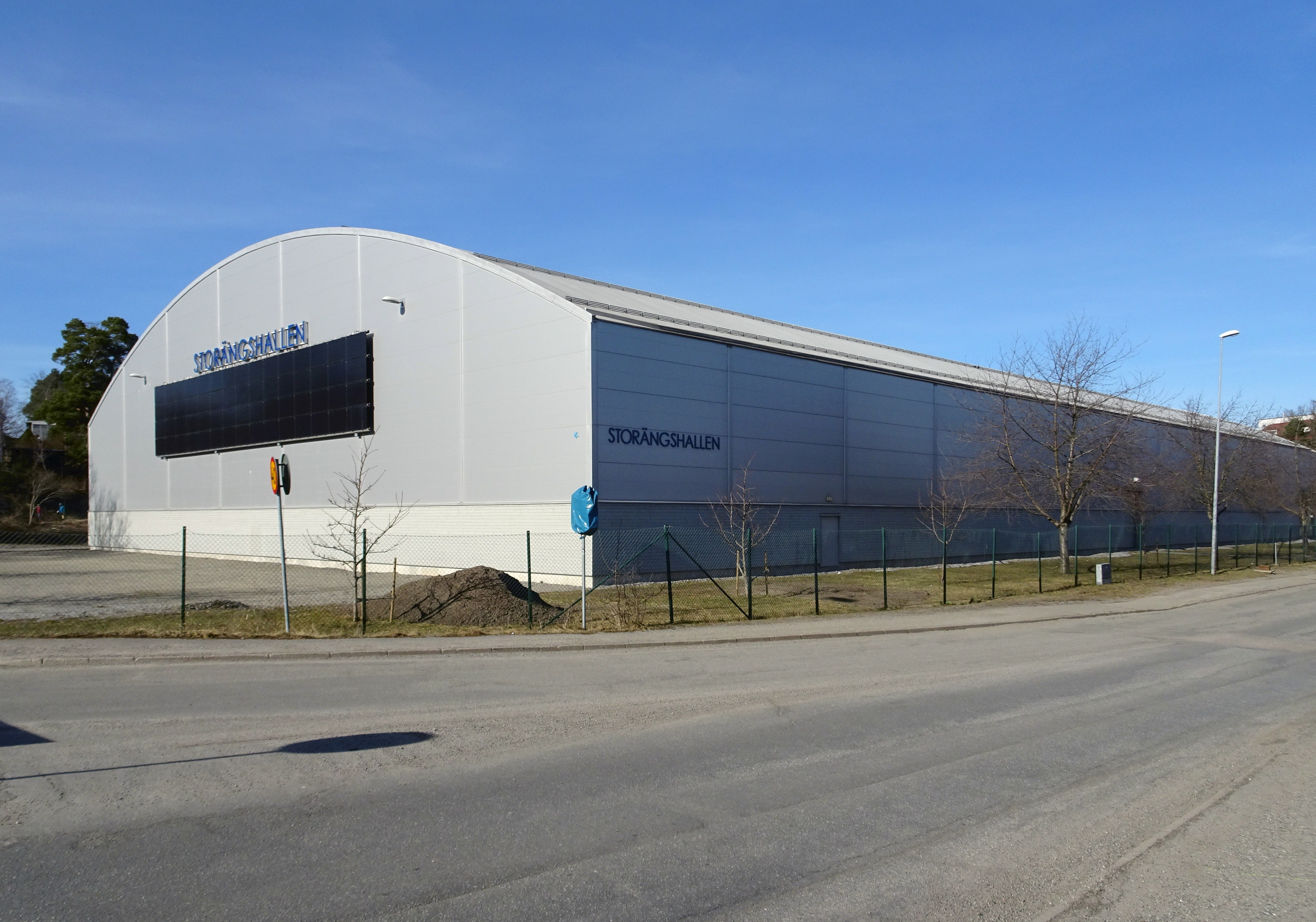
Storängshallen.